# Honda VT 125 Shadow
Die Honda VT 125 Shadow ist ein Motorrad der Kategorie Cruiser des japanischen Fahrzeugherstellers Honda.

## Technik
Der flüssigkeitsgekühlte Viertaktmotor der VT 125 hat einen Hubraum von 124,7 cm³. Er war bis 2006 baugleich mit dem der Honda Varadero 125 und leistet 11 kW (15 PS) bei einer Drehzahl von 11.000 min−1, das maximale Drehmoment von 10,5 Nm wird bei 8.500 min−1 erreicht. Der Zylinderwinkel des quer eingebauten V-Motors beträgt 90°.
Angetrieben wird das Hinterrad der Maschine durch einen Kettenantrieb mit einem 14er Ritzel. Der Tank der Shadow fasst 14,2 l (inkl. 2 l Reserve). Je nach Fahrweise lassen sich so bis zu 400 km zurücklegen.
Die Honda Shadow VT 125 hat ein Leergewicht von 162 kg und laut Fahrzeugschein eine Höchstgeschwindigkeit von 103 km/h.

## Produktion
Die JC29 (1999–2000) wurde im Honda-Werk Kumamoto in Japan (JH2) hergestellt. Das mit Zweifarblackierung angebotene de luxe C2-Modell gab es nur 2000–2002. Der Jahrescode (erste Stelle der Seriennummer) ist X=1999 oder Y=2000. Ab dem Jahrgang 2001 wurde die Produktion nach Barcelona ins frühere Montesa-Werk (VTM) verlegt, die Jahrescodes sind 1–6 (2001–2006).
Die Produktion lief 2006 aus, da der Motor zur Erfüllung der ab 2007 geltenden EU-Abgasnorm mit einer Einspritzanlage und Kat hätte versehen werden müssen. Noch 2007–2008 erstzugelassene Shadows stammen also aus Lagerbeständen.
Durch ihren recht breiten Tank und den dicken verchromten Auspuff erkennt meist nur der erfahrene Biker, dass es sich um eine 125er handelt.

## Preis
Der Ladenpreis für ein aktuelles Modell ohne Extras betrug laut unverbindlicher Preisempfehlung des Herstellers 4290 €. Wie bei jedem Motorrad lässt sich jedoch auch dieser Preis durch Zubehör noch deutlich steigern.